# Postenje (gmina Ljubovija)
Postenje (cyr. Постење) – wieś w Serbii, w okręgu maczwańskim, w gminie Ljubovija. W 2011 roku liczyła 309 mieszkańców.